# Уилкокс, Джастин
Джа́стин Уи́лкокс (англ. Justin Wilcox; 12 марта 1979) — американский боец смешанного стиля, представитель лёгкой и полулёгкой весовых категорий. Выступал на профессиональном уровне в период 2006—2014 годов, известен по участию в турнирах таких бойцовских организаций как Strikeforce и Bellator, финалист гран-при девятого сезона Bellator в полулёгком весе.

## Биография
Джастин Уилкокс родился 12 марта 1979 года. Уже в возрасте пяти лет начал серьёзно заниматься борьбой, проявил себя как талантливый спортсмен в старшей школе и университете, однако из-за травм вынужден был отказаться от карьеры борца. Позже увлекался культуризмом, содержал спортивный зал в Пенсильвании.

### Начало профессиональной карьеры
Дебютировал в смешанных единоборствах на профессиональном уровне в июле 2006 года, за один вечер провёл два поединка: одержал победу и потерпел поражение. Дрался с попеременным успехом в небольшом промоушене Extreme Challenge, с 2007 года начал тренироваться в известном зале American Kickboxing Academy в Сан-Хосе и спустился в лёгкую весовую категорию.

### Strikeforce
Имея в послужном списке пять побед и только два поражения, в 2008 году Уилкокс привлёк к себе внимание крупной американской организации Strikeforce и подписал с ней долгосрочное соглашение. В дебютном поединке, тем не менее, проиграл сдачей японцу Мицухиро Исиде, попавшись в первом же раунде на «рычаг локтя». В дальнейшем выступал довольно успешно, взял верх над такими соперниками как Дэвид Дуглас, Дайсукэ Накамура, Шамар Бейли, Витор Робейру и Родригу Дамм, сделав тем самым серию из пяти побед подряд. В июне 2011 года в противостоянии с бразильцем Жесиасом Кавалканти в начале второго раунда получил тычок пальцем в глаз и не смог продолжить поединок, в результате чего бой был признан несостоявшимся. Затем потерпел в Strikeforce два поражения, сначала нокаутом от Кароса Фодора, потом раздельным судейским решением от Хорхе Масвидаля.

### Bellator
После того как Strikeforce прекратил своё существование, в 2013 году Джастин Уилкокс перешёл в другую крупную американскую организацию Bellator и сразу стал участником гран-при девятого сезона в полулёгком весе, выйдя на замену вместо Шахбулата Шамхалаева на бой против Акопа Степаняна. В итоге выиграл у Степаняна технической сдачей, проведя на нём удушающий приём сзади, и вышел в полуфинальную стадию. В полуфинале гран-при единогласным решением победил Джо Тэймангло, но в решающем финальном поединке уступил техническим нокаутом бразильцу Патрисиу Фрейре, бывшему чемпиону организации в полулёгком весе.
Впоследствии в 2014 году вернулся в лёгкий вес и провёл в Bellator ещё два боя. В первом выиграл единогласным решением у Джейсона Фишера, во втором встретился с Дэниелом Страусом и уже на 50 секунде оказался в нокауте. Вскоре после этого тяжёлого поражения принял решение завершить карьеру профессионального спортсмена.

## Статистика в профессиональном ММА
| Боёв 22         | Побед 14 | Поражений 7 |
| --------------- | -------- | ----------- |
| Нокаутом        | 2        | 4           |
| Сдачей          | 2        | 2           |
| Решением        | 10       | 1           |
| Не состоявшихся | 1        | 1           |

| Результат    | Рекорд   | Соперник          | Способ                             | Турнир                                      | Дата             | Раунд | Время | Место                | Примечание                                                  |
| ------------ | -------- | ----------------- | ---------------------------------- | ------------------------------------------- | ---------------- | ----- | ----- | -------------------- | ----------------------------------------------------------- |
| Поражение    | 14-7 (1) | Дэниел Страус     | KO (удары руками)                  | Bellator 127                                | 3 октября 2014   | 1     | 0:50  | Темекьюла, США       |                                                             |
| Победа       | 14-6 (1) | Джейсон Фишер     | Единогласное решение               | Bellator 114                                | 28 марта 2014    | 3     | 5:00  | Уэст-Валли-Сити, США | Вернулся в лёгкий вес.                                      |
| Поражение    | 13-6-1   | Патрисиу Фрейре   | TKO (удары руками)                 | Bellator 108                                | 15 ноября 2013   | 1     | 2:23  | Атлантик-Сити, США   | Финал гран-при 9 сезона Bellator в полулёгком весе.         |
| Победа       | 13-5-1   | Джо Тэймангло     | Единогласное решение               | Bellator 103                                | 11 октября 2013  | 3     | 5:00  | Малвейн, США         | Полуфинал гран-при 9 сезона Bellator в полулёгком весе.     |
| Победа       | 12-5-1   | Акоп Степанян     | Техническая сдача (удушение сзади) | Bellator 99                                 | 13 сентября 2013 | 2     | 2:20  | Темекьюла, США       | Четвертьфинал гран-при 9 сезона Bellator в полулёгком весе. |
| Поражение    | 11-5-1   | Хорхе Масвидаль   | Раздельное решение                 | Strikeforce: Rockhold vs. Kennedy           | 14 июля 2012     | 3     | 5:00  | Портленд, США        |                                                             |
| Поражение    | 11-4-1   | Карос Фодор       | KO (удары руками)                  | Strikeforce: Melendez vs. Masvidal          | 17 декабря 2011  | 1     | 0:13  | Сан-Диего, США       |                                                             |
| Не состоялся | 11-3-1   | Жесиас Кавалканти | NC (тычок в глаз)                  | Strikeforce: Overeem vs. Werdum             | 18 июня 2011     | 2     | 0:31  | Даллас, США          | Уилкокс не смог продолжить из-за тычка в глаз.              |
| Победа       | 11-3     | Родригу Дамм      | TKO (остановлен врачом)            | Strikeforce Challengers: Wilcox vs. Damm    | 1 апреля 2011    | 1     | 5:00  | Стоктон, США         |                                                             |
| Победа       | 10-3     | Витор Рибейру     | Единогласное решение               | Strikeforce Challengers: Wilcox vs. Ribeiro | 19 ноября 2010   | 3     | 5:00  | Джэксон, США         |                                                             |
| Победа       | 9-3      | Шамар Бейли       | Единогласное решение               | Strikeforce Challengers: Johnson vs. Mahe   | 26 марта 2010    | 3     | 5:00  | Фресно, США          |                                                             |
| Победа       | 8-3      | Дайсукэ Накамура  | Единогласное решение               | Strikeforce: Evolution                      | 19 декабря 2009  | 3     | 5:00  | Сан-Хосе, США        |                                                             |
| Победа       | 7-3      | Дэвид Дуглас      | Сдача (удушение сзади)             | Strikeforce: Carano vs. Cyborg              | 15 августа 2009  | 3     | 3:16  | Сан-Хосе, США        |                                                             |
| Победа       | 6-3      | Моузес Бака       | Единогласное решение               | Disturbing the Peace                        | 27 июня 2009     | 3     | 5:00  | Фресно, США          |                                                             |
| Поражение    | 5-3      | Мицухиро Исида    | Сдача (рычаг локтя)                | Strikeforce: At The Mansion II              | 20 сентября 2008 | 1     | 1:21  | Лос-Анджелес, США    |                                                             |
| Победа       | 5-2      | Гейб Рюдигер      | Единогласное решение               | JG and TKT Promotions: Fighting 4 Kidz      | 30 августа 2008  | 3     | 5:00  | Санта-Моника, США    |                                                             |
| Победа       | 4-2      | Тодд Мёрфи        | TKO (удары руками)                 | Extreme Challenge 82                        | 18 августа 2007  | 3     | 2:35  | Спрингфилд, США      |                                                             |
| Победа       | 3-2      | Аллан Ли          | Единогласное решение               | Extreme Challenge 77                        | 28 апреля 2007   | 3     | 5:00  | Мейсон, США          | Спустился в лёгкий вес.                                     |
| Победа       | 2-2      | Брайс Тигер       | Единогласное решение               | Extreme Challenge 76                        | 31 марта 2007    | 3     | 5:00  | Слон, США            |                                                             |
| Поражение    | 1-2      | Дэн Хорнбакл      | TKO (удары руками)                 | Total Fight Challenge 6                     | 9 сентября 2006  | 1     | 1:20  | Хаммонд, США         |                                                             |
| Поражение    | 1-1      | Чед Райнер        | Сдача (рычаг локтя)                | Extreme Challenge 68                        | 15 июля 2006     | 1     | 2:54  | Хейвард, США         |                                                             |
| Победа       | 1-0      | Бобби Вёлькер     | Единогласное решение               | Extreme Challenge 68                        | 15 июля 2006     | 2     | 5:00  | Хейвард, США         |                                                             |